# Илия Груев (футболист, р. 2000 г.)
Илия Илиев Груев е български футболист, полузащитник, който играе за английския Лийдс Юнайтед, както и за националния отбор на България.

## Кариера

### Вердер Бремен
След като тренира юношески футбол за Рот-Вайс Ерфурт, Груев преминава във Вердер Бремен през 2015 г. Там става капитан на отбора до 19 години, преди да подпише първия си професионален договор през април 2019 г.
Груев прави професионалния си дебют за Вердер Бремен във втория кръг от Купата на Германия на 23 декември 2020 г., влизайки като резерва в 87-ата минута на мястото на Жан-Мануел Мбом срещу Хановер 96. Мачът като гост завършва с 3:0 победа за Вердер.
Вкарва първия гол в кариерата си при победата с 4:1 над Шалке 04 през април 2022 г., с глава от близко разстояние, за да изведе Бремен за 1:0. Вердер Бремен се класира за Бундеслигата в края на сезона, след като завършва 2-ри с 63 точки. Груев удължава договора си през лятото на 2022 г.
В началото на сезон 2022/23 Груев продължава да играе редовно за Вердер, като е титуляр в 11 от първите им 12 мача в Бундеслигата.

### Лийдс Юнайтед
На 31 август 2023 г., Груев подписва с клуба от Чемпиъншип - Лийдс Юнайтед за 4 години. 
Груев се бори да пробие в първия отбор на Лийдс през първата половина на сезон 2023/24, като е ограничен само до два мача като титуляр в първенството през 2023 г., като и двата са в ролята на халф бокс ту бокс, а не като дълбок полузащитник, поради формата на Итън Ампаду в тази роля. При третото му начало за сезона, контузията на централния защитник Паскал Струйк позволява на Груев да започне при победата с 3:0 срещу Кардиф Сити през януари 2024 г. - Груев е избран за играч на мача, като има точни 68 от 70 подавания, което му дава 97% точност, рекорд за играч на Лийдс, тъй като статистиката е измерена за първи път през сезон 2013/14. На 6 февруари той отново получава наградата за играч на мача при победата на Лийдс за ФА Къп срещу Плимут Аргайл.
След като е в стартовите състави за всеки от мачовете за сезон 2024/25, Груев получава контузия срещу Норич Сити на 1 октомври 2024 г., което налага операция за възстановяване на увреждане на менискуса. Той се завръща като късна резерва при домакинската победа с 1:0 над Харогейт Таун за ФА Къп на 11 януари 2025 г.

## Национален отбор
Груев играе за националния отбор на България до 17, 18, 19 и 21 години. Той получава първата си повиквателна за мъжкия отбор на 5 септември 2022 г., за мачовете от Лигата на нациите срещу Гибралтар и Северна Македония на 23 и 26 септември 2022 г. Той дебютира в мача срещу Гибралтар на 23 септември, спечелен с 5:1 от България.

## Личен живот
Груев е роден в София, но има и германско гражданство. Той е син на Илия Груев, бивш футболист и треньор.

## Успехи
Лийдс Юнайтед
- Чемпиъншип (1): 2024/25